# Karl Wilhelm Fischer (Volkskundler)
Karl Wilhelm Fischer (* 18. September 1888 in Bilin; † 15. März 1970 in Grafing bei München) war ein österreichischer Lehrer, Volkskundler und Autor.

## Leben
Als Sohn eines Beamten geboren, besuchte Fischer das Jesuiten-Gymnasium in Mariaschein und das Zisterzienser-Gymnasium in Komotau, bevor er in Prag Germanistik studierte. Während seines Studiums wurde er 1909 Mitglied der Burschenschaft Thessalia Prag. 1915 legte er seine Lehramtsprüfung für Deutsch und Französisch an Höheren Schulen ab. 1916 wurde er bei August Sauer zum Dr. phil. promoviert.
Er war kurze Zeit als Studienassessor und Gymnasiallehrer am Alten Realgymnasium in Prag tätig. Ab 1914 bis zu seiner Vertreibung 1945 war er Gymnasiallehrer am Staats-Reformgymnasium in Hohenelbe im Riesengebirge. Er beschäftigte sich mit Volkskunde und war Mitgründer des Riesengebirgsmuseums und dessen Bücherei.
1947 wurde er Lehrer für Deutsch und Französisch an einer Schule in Markt Grafing. Vor Ort war er maßgeblich am Aufbau der dortigen Realschule beteiligt, die er von 1952 bis zu seiner Pensionierung 1958 leitete. Er war Mitgründer des Vereins zur Erhaltung der Realschule Grafing. Er war Gründer des heutigen Museums der Stadt Grafing, das er leitete. Er war Gründer und Leiter der Volkshochschule in Grafing, Vorstandsmitglied der Arbeitsgemeinschaft für Heimatkunde und Zweiter Vorsitzender des Fremdenverkehrsvereins.
Er war verheiratet und hatte eine Tochter.

## Veröffentlichungen (Auswahl)
- Volkskunde und bürgerliche Kultur bei Schiller. Dissertation Universität Prag, 1916.
- Die Passionsspiele in der Stadt Hohenelbe. Prag 1920.
- Die deutsche Literatur in Nordostböhmen. 1924.
- Herausgeber: Jahrbuch des Deutschen Riesengebirgs-Vereines (Sitz Hohenelbe).
- Geschichte des Gymnasiums Grafing. Grafing 1965.